# Лицензия UEFA Pro
Лицензия UEFA Pro (англ. UEFA Pro Licence) — тренерская лицензия, выдаваемая УЕФА, официальным руководящим органом европейского футбола. Выдаётся федерацией футбола каждой страны-члена и действительна в течение двух лет, лицензия является высшим доступным тренерским сертификатом и обычно следует за получением лицензий УЕФА «B» и «A».
Лицензия UEFA Pro необходима тем, кто желает управлять футбольным клубом высшей лиги в системе лиг любой европейской страны на постоянной основе, то есть более 12 недель (срок, на который временному тренеру, не имеющему необходимой лицензии, разрешается брать на себя управление). Такая лицензия также необходима для управления футбольной командой в Лиге чемпионов УЕФА и Лиге Европы УЕФА.